# Schinkel (kommune)
Schinkel er en kommune og en by i det nordlige Tyskland, beliggende i Amt Dänischer Wohld i den nordøstlige del af Kreis Rendsborg-Egernførde. Kreis Rendsborg-Egernførde ligger i den centrale del af delstaten Slesvig-Holsten.

## Geografi
Schinkel ligger omkring 20 km vest for Kiel ved nordbredden af Kielerkanalen. Mod nordøst går Bundesstraße 76 fra Kiel mod Egernførde.